# Anglesqueville-l'Esneval
Anglesqueville-l'Esneval är en kommun i departementet Seine-Maritime i regionen Normandie i norra Frankrike. Kommunen ligger i kantonen Criquetot-l'Esneval som tillhör arrondissementet Le Havre. År 2022 hade Anglesqueville-l'Esneval 674 invånare.

## Befolkningsutveckling
Antalet invånare i kommunen Anglesqueville-l'Esneval
| Referens: INSEE |